# Alberto Acosta
Alberto Acosta, född 23 augusti 1966 i Arocena i Argentina, är en argentinsk fotbollsspelare.
Acosta började spela fotboll professionellt i Unión de Santa Fe en månad innan sin 20:e födelsedag, vilket också blev hans debut i Argentinas toppdivision. Hans första match var hemma mot Argentinos Juniors. Två år senare bytte han till klubben San Lorenzo de Almagro, i vilken han gjorde 34 mål under de första två säsongerna. 1990 spelade Acosta för första gången utomlands i den franska klubben Toulouse FC. Efter en dålig andrasäsong i klubben, där han bara gjorde ett mål på sju matcher, lämnade han klubben i december 1991 och återvände till San Lorenzo. Där gjorde han ytterligare 19 mål vilket gav honom möjlighet att byta till storklubben Club Atlético Boca Juniors.
Mellan 1994 och 1997 spelade Acosta utomlands i chilenska klubben Universidad Católica och den japanska Yokohama Marinos. 1994 blev Acosta utsedd till bästa målskytten i sydamerikansk fotboll för 33 mål i 25 matcher, under samma säsong var han avstängd i fem matcher. I december 1998 värvades Acosta av klubben Sporting Clube de Portugal. Säsongen 1999/2000 gjorde den då 33-årige Acosta 22 mål för klubben och hjälpte dem till deras första ligatitel på 18 år. Nästkommande säsong gjorde han ytterligare 14 mål innan han återvände till San Lorenzo för fjärde och sista gången, där han gjorde över tio mål varje säsong till hans pensionering 2004 då han var 37 år. 
Acosta tränade Boca under en kort period 2006 och flyttade därefter till Rumänien där han tränade FCM Dunărea Galaţi fram till 2007 då han återvände till Argentina där han tog över fjärdedivisionslaget Club Atlético Fénix.